# Abdelghaya Souahel
Abdelghaya Souahel (àrab إيكاون عبد الغاية سواحل) és una comuna rural de la província d'Al Hoceima de la regió de Tànger-Tetuan-Al Hoceima. Segons el cens de 2014 tenia una població total de 25.817 persones.